# Spartak
Spartak (ryska: Спартак, från Spartacus) är en idrottsorganisation, grundad i Sovjetunionen 1925-26 genom att flera mindre idrottslag gick samman. Organisationens första ursprung är 1921 då klubben "Moskvas sportcirkel" bildades. 
Namnet "Spartak" togs år 1934 och organisationen fick formell status som landsomfattande år 1935. Spartak tillknöts fackföreningarna och organiserade folk i alla yrkesgrupper. Organisationen fanns i varianter över hela Östblocket. Flera sportklubbar i det tidigare Östblocket har behållit namnet.
År 1975 organiserade Spartak 23 000 lokala träningskollektiv (inklusive 100 "riktiga" sportklubbar). Totalt var cirka 6,2 miljoner personer organiserade i Spartaksystemet, i 40 idrottsgrenar. 
1987 upplöstes organisationen för att 1991 återbildas som en internationell organisation med sex länder från före detta Sovjetunionen som medlemmar.  
Mest kända klubben i Spartak-systemet är fotbollsklubben Spartak Moskva med ett stort antal sovjetiska serie- och cupmästare i fotboll.

## Klubbar (urval)
- FK Spartak Moskva
- HK Spartak Moskva
- Spartak Nalchik
- Spartak Vladikavkaz